# José Toledo
José Guilherme de Toledo, né le 11 janvier 1994 à São Paulo, est un handballeur international brésilien, jouant au poste d'arrière droit.

## Biographie
En 2014, il rejoint l'Europe et le club espagnol de BM Granollers.
En janvier 2015, il connait sa première sélection avec le Brésil et participe au championnat du monde.
En novembre 2015 il quitte l'Espagne pour le club polonais du Wisła Płock où il accumule les places d'honneur derrière l'inamovible KS Kielce. L'été 2016 est marqué par la victoire au championnat panaméricain puis par les Jeux olympiques de Rio où le Brésil parvient à se qualifier pour les quarts de finale.
En 2019, après 4 saisons à Plock, il signe au Vardar Skopje, vainqueur de la précédente Ligue des champions mais en difficultés financières.

## Palmarès

### En équipe nationale
Jeux olympiques
- 7e place aux Jeux olympiques 2016

Championnats du monde
- 16e place au championnat du monde 2015
- 16e place au championnat du monde 2017
- 9e place au championnat du monde 2019
- 18e place au championnat du monde 2021

Championnats panaméricain
- Médaille d'or au championnat panaméricain 2016
- Médaille d'argent au championnat panaméricain 2018

### En clubs
- Deuxième du Championnat de Pologne (4) : 2016, 2017, 2018 2019
- Finaliste de la Coupe de Pologne (3) : 2016, 2017, 2019